# Vacature
Een vacature is een onvervulde arbeidsplaats op de arbeidsmarkt, binnen een bedrijf, een organisatie of een overheidsdienst die open staat voor werkzoekenden.

## Algemeen
Vacatures verschijnen als advertenties in bijvoorbeeld kranten, tijdschriften, personeels- en vakbladen, in de etalages bij uitzendkantoren en op internet. Met de toename van de werkloosheid in Europa vanaf de jaren zeventig van de 20e eeuw zijn voor vacatures aparte secties of bijgevoegde katernen ontstaan. Met de komst van het internet einde de jaren 90 zijn er ook talrijke vacaturesites in het leven geroepen.
Wanneer een vacature wordt vervuld, wordt ze als een (tijdelijke) betrekking tot de werkgelegenheid gerekend door bureaus voor nationale statistiek.
Voordat een vacature verschijnt, wordt doorgaans door de organisatie nagegaan of de leemte intern kan worden ingevuld. Wanneer dat niet lukt publiceert het bedrijf de vacature extern. Soms gelden er dan nog voorrangsregels voor bepaalde doelgroepen zoals personen met een afstand tot de arbeidsmarkt.

## Opbouw
Een vacaturetekst kan de volgende onderdelen bevatten:
- Functietitel: Een aantrekkelijke heldere functietitel om het aantal reacties te vergroten.
- Functieomschrijving: beschrijving van de functie (dit kan in verschillende vormen gebeuren).
- Functie-eisen: een lijst van kennis en vaardigheden waaraan de ideale kandidaat voldoet.
- Salaris en arbeidsvoorwaarden: een overzicht waar iemand in deze functie op kan rekenen.
- Procedure: een beschrijving hoe een kandidaat meer informatie kan inwinnen of solliciteren.
- Omschrijving van het bedrijf: een (al dan niet wervend geschreven) beschrijving van de activiteiten van het bedrijf.